# Scato Gockinga (1683-1759)
Scato Ludolph Gockinga (Groningen, 3 november 1683 - aldaar, 11 september 1759) was een Nederlandse politicus.

## Leven en werk
Gockinga werd op 3 november 1683 in de Brugstraat te Groningen geboren als zoon van Scato Gockinga en van Anna Cluivinge. Hij werd een dag later gedoopt in de Martinikerk aldaar. Zijn vader was drost van de Oldambten, lid van de Staten Generaal en van de Raad van State en raadsheer van Groningen. Zijn moeder was een dochter van de burgemeester van Groningen, Hendrik Cluivinge (ook Cluvinge).
Gockinga werd in 1715 gezworene van de stad Groningen en drie jaar later president van het krijgsgericht aldaar. Vanaf 1719 was hij lid van de raad en in 1747 werd hij voor de eerste maal burgemeester van Groningen. In de periode tussen 1718 en 1747 was hij gedurende een reeks van jaren raadsheer, afgewisseld met de functie van gedeputeerde van Groningen. Voorts was hij in 1721 lid van de Admiraliteit te Harlingen. Daarnaast vervulde hij regentenfuncties als scholarch van de Latijnse school, curator van de Hogeschool, bewindvoerder der West-Indische Compagnie en drost van het Oldambt.
Hij trouwde op 14 februari 1706 te Groningen met Richardina Ludolphi, dochter van de drost van de beide Oldambten Richard Ludolphi en van Anna Busch. Hij overleed in september 1759 op 75-jarige leeftijd in zijn woonplaats Groningen. Zijn zoon Henrik zou evenals zijn vader raadsheer, gedeputeerde en burgemeester van Groningen worden.
- International Standard Name Identifier: 0000 0004 5285 7700
- Nederlandse Thesaurus van Auteursnamen: 392855623
- Virtual International Authority File: 317290919
- WorldCat: E39PBJB8qtfd3gHMR6tM9fgVG3